# مايك لوغان
مايك لوغان (بالإنجليزية: Mike Logan)‏ هو لاعب كرة قدم أمريكية أمريكي، ولد في 15 سبتمبر 1974 في بيتسبرغ في الولايات المتحدة.